# Cranaidae
Cranaidae – rodzina pajęczaków z rzędu kosarzy i podrzędu Laniatores zawierająca około 140 opisanych gatunków.

## Opis
Przedstawiciele tej rodziny osiągają od 6 do 16 mm długości ciała. Ubarwione zwykle od brązowego do czarnozielonkawego z nogami czasem jaśniejszymi do żółtawych. Niektóre gatunki posiadają białe paski.

## Występowanie
Rodzina neotropikalna, zamieszkuje północną część Ameryki Południowej. Kilka gatunków występuje na terenie Panamy i Kostaryki. Znaczne zróżnicowanie osobników związane jest z różnorodnością zajmowanych siedlisk. Występują na wysokości od 500 do nawet 5000 m n.p.m.

## Nazwa
Nazwa rodzajowa Cranaus pochodzi od Kranaosa, króla Aten w mitologii greckiej.

## Systematyka
Rodzina zawiera około 80 opisanych rodzajów oraz około 140 gatunków. Podzielona jest na 4 podrodziny:
- Cranainae Roewer, 1913
- Heterocranainae Roewer, 1913
- Prostygninae Roewer, 1913
- Stygnicranainae Roewer, 1913